# Repérage des constellations/18

## Culminations
- Dragon
- Hercule
- Ophiuchus
- Scorpion
- Règle
- Autel
- Triangle austral
- Oiseau de paradis

Fomalhaut se présente au lever.
Spica est en train de se coucher.

## Description
- Véga de la Lyre est l'étoile la plus brillante du ciel. Elle se situe au zénith pour les observateurs de l'hémisphère Nord. À partir de Vega, on peut repérer facilement côté Ouest deux étoiles brillantes, Deneb du Cygne et Altair de l'Aigle. Ces trois étoiles forment le Triangle d'été.

- Côté Nord, la tête du Dragon est en train de culminer. Elle se situe dans l'alignement de Altaïr passant par Véga. Dans le prolongement de cet alignement, on trouve le cœur du Dragon, puis la Grande Ourse.

- Pour les observateurs situés au-dessus de 45°N, on peut repérer Capella plein Nord, sur l'horizon, et admirer son scintillement multicolore.

- Dans le prolongement du nez de la Grande Ourse, on "trace un arc jusqu'à Arcturus, l'étoile brillante que l'on voit haut dans le ciel côté Ouest, et de là, on poursuit l'arc jusqu'à Spica, de la Vierge, déjà basse sur l'horizon à l'Ouest.

- Côté Est, le Grand carré de Pégase vient de se lever. Partant de sa diagonale, on peut repérer vers le Sud les faibles constellations du Verseau et du Capricorne, et cet alignement se prolonge jusqu'au Sagittaire et au Scorpion, en train de passer au Sud. Dans l'autre sens, on commence à remonter la diagonale d'Andromède. Les observateurs situés au nord (45°) peuvent déjà voir bas sur l'horizon Nord-Est Algol, de la constellation de Persée, et Capella, pratiquement plein Nord. Ceux situés plus au sud peuvent voir le lever de Fomalhaut, au Sud-Est.

- Côté Sud, le Scorpion est en train de culminer. Cette constellation australe n'est pas complètement visible au-delà de 40°N, mais on peut admirer Antarès et les pinces du Scorpion jusqu'à 60°N

- Côté Ouest, le Lion est en train de finir de disparaître, et la Vierge s'apprête à se coucher. Il n'est peut-être pas trop tard pour deviner la constellation du Corbeau, dont la forme est très caractéristique.

- Pour les observateurs situés dans l'hémisphère Sud, le Triangle commence à décliner côté Ouest, et le Paon approche de sa culmination côté Est.